# Droit de rétention en droit français
En droit des biens français, le droit de rétention est codifié à l'article 2286 du Code civil depuis la loi du 23 mars 2006. Il peut se définir comme le droit donné à un créancier de refuser la restitution d'un bien appartenant à un débiteur jusqu'au complet paiement de sa créance.
Le droit de rétention peut donc se qualifier de moyen de pression que peut exercer le créancier sur son débiteur. Au regard de sa situation au sein du Code civil, il ne peut être qualifié ni de sûreté personnelle ou réelle. Il a pu être parfois qualifié de droit réel atrophié par la doctrine. Cependant, il ne confère aucun droit de suite ou de préférence au créancier. Il constitue en réalité une garantie accessoire à une créance. Depuis la réforme LME du 4 aout 2008, un droit de rétention fictif a été créé dans le cas d'un gage sans dépossession, dématérialisant le droit de rétention. Cet ajout n'est pas sans poser quelques difficultés car tel l'affirmait le professeur Marly « pour retenir, il faut déjà tenir ».

## Conditions
Ce droit de rétention nécessite l'existence de trois conditions : un pouvoir de blocage, une créance impayée ainsi qu'un lien de connexité entre ces deux éléments.
1. Une créance impayée : la créance que le rétenteur a contre son débiteur doit être susceptible d'être payée c'est-à-dire certaine, liquide et exigible. Le problème posé, en l'espèce, est que le débiteur n'a pas respecté son obligation envers son créancier.
2. Un pouvoir de blocage : le créancier doit avoir un pouvoir de fait, matériel, effectif sur la chose. Il n'est pas le propriétaire de la chose retenue en ce qu'il ne possède que le corpus et non l’animus. Ce pouvoir effectif peut s'exercer sur un bien corporel mais aussi sur un bien incorporel ou une créance et se doit être d'être régulier (pas obtenu de façon illicite). Une question est apparue avec la naissance du droit de rétention fictif en ce que le rétenteur n'a pas la main sur la chose retenue en cas de gage sans dépossession. De ce fait, c'est par une fiction juridique que ce pouvoir s'exprime.
3. Un lien de connexité :

- matériel : Il existe toutes les fois que la créance a un rapport direct avec la chose. Par exemple, une créance liée à l'entretien de la chose ou sa réparation.
- juridique : Il existe toutes les fois que la créance et le pouvoir exercé sur la chose procèdent d'un même contrat. Par exemple, le contrat de réparation conclu avec un garagiste. Notez que dans ces hypothèses il y a à la fois connexité juridique et matérielle; les deux qualifications ne sont pas exclusives.

La distinction entre connexité juridique et matérielle emporte une conséquence principale importante: on considère que la connexité matérielle est opposable à tous, alors que la connexité juridique ne serait opposable qu'au débiteur de la créance. En pratique, cela fonde l'inopposabilité du droit de rétention au propriétaire du bien retenu qui n'aurait pas contracté la dette exigée. L'hypothèse principale est celle du propriétaire ayant loué sa chose à un locataire, lequel a contracté des dettes ayant un rapport de connexité avec l'objet qui se trouve sous le pouvoir du créancier.
- conventionnel : Il porte ce nom car il provient d'une convention dont le seul objet est de créer le droit de rétention. L'exemple le plus parlant est celui de la remise des documents administratifs d'une voiture à la banque ayant financé son acquisition, en garantie du remboursement. Cette remise volontaire de la chose au créancier à des fins de garantie se distingue du gage, car le droit de rétention n'emporte pas les mêmes prérogatives. Notamment, alors que le droit de gage donne à son titulaire un droit de préférence sur le prix de la vente éventuel du bien gagé, le pouvoir de rétention ne confère qu'un pouvoir de blocage sur la chose.

Dans le cas du droit de rétention fictif, ce lien de connexité n'existe pas.

## D'autres caractéristiques
Le rétenteur bénéficie d'un droit de rétention indivisible : tant que l'intégralité de la créance n'a pas été payée par le débiteur, il est en droit de conserver la chose.
Le droit de rétention disparait lorsque le créancier se dessaisit volontairement de la chose (action en justice par exemple). Il disparait aussi de façon naturelle au paiement de la créance par le débiteur. Enfin, si jamais le dessaisissement n'est pas le fait volontaire du créancier (saisie, action en justice), son droit de rétention s'exercera sur le prix par l'effet de la subrogation.
Ce droit de rétention est opposable à tous (créanciers privilégiés, tiers acquéreur).
En cas de procédure collective ouverte contre son débiteur, le créancier, après avoir déclaré sa créance à la procédure (à défaut, inopposabilité de sa créance), a une place privilégiée par rapport aux autres créanciers. En effet, si le bien retenu est nécessaire à la continuité de l'entreprise, l'administrateur judiciaire pourra être amené à payer le prix de la créance au rétenteur, le désintéressant, afin d'obtenir le bien retenu. La position du droit de rétention fictif sera à cet égard plus faible puisque ce droit est inopposable à la procédure sauf cas de liquidation judiciaire. Enfin, un tiers acquéreur de bonne foi pourrait se prévaloir de l'article 2276 du Code civil (en fait de meubles, la possession vaut titre) à l'égard du créancier.

## Textes
Le droit de rétention est défini dans le droit français dans le Code civil art. 571, 862, 1612 et s., 1673, 1948, 2082, 2087. Depuis l'Ordonnance no 2006-346 du 23 mars 2006, le droit de rétention fait l'objet d'un article propre : le nouvel article 2286 du Code civil.